# Fé Haije
Felicie Marie Jacqueline Antoinette (Fé) Haije (ook geschreven als Haye, Amsterdam, 22 april 1891 – aldaar, 3 september 1948) was een Nederlandse biologe en stichtster van de rooms-katholieke school voor maatschappelijk werk in Amsterdam.

## Leven en werk
Haije werd in 1891 in Amsterdam geboren als dochter van de commissionnair Johan Daniel Haije en Felicie Marie Jacqueline Antoinette Kuijpers. Hoewel zij aanvankelijk voor het vak van maatschappelijk werkster had willen leren koos zij, om pragmatische redenen, voor een studie biologie aan de Amsterdamse Universiteit, omdat die opleiding haar meer toekomstperspectief leek te bieden. Na haar afstuderen werd Haije actief in de rooms-katholieke vrouwenbeweging in Amsterdam. Haije richtte, samen met onder anderen Jacqueline Hillen, in 1921/1922 de rooms-katholieke school voor maatschappelijk werk in Amsterdam op, de latere "RK Sociale Academie De Aemstelhorn". Ze werd de eerste directrice van deze school. 
Haije was actief in de drankbestrijding, het woonwagenwerk en voor diverse charitatieve doelen. Bij haar werk voor de drankbestrijding was ze in contact gekomen met Alfons Ariëns, die voor haar een inspiratiebron was voor haar sociaal werk. Al tijdens haar studententijd was ze voorzitter geworden van Sobriëtas, de door Ariëns gestichte vereniging voor drankbestrijding. In 1928 richtte ze de stichting "R.K. Woonwagenliefdewerk op".
In de beginjaren van het bestaan van de school voor maatschappelijk werk bleef ze werkzaam als lerares biologie in Hilversum om te voorzien in haar levensonderhoud. Binnen de eigen rooms-katholieke kring had Haije de nodige weerstand te overwinnen. Zo was de rooms-katholieke woningbouwvereniging in Amsterdam niet bereid om woninginspectrices aan te stellen. Rooms-katholieke jeugdorganisaties beschikten over onvoldoende middelen en de armenzorg stond ook al niet te trappelen om goed opgeleide maatschappelijk werkers in dienst te nemen. In 1929 verkregen zij en haar voorzitter Romme, na een gesprek met de toenmalige minister van onderwijs Waszink, de toezegging dat de school door het rijk gesubsieerd zou gaan worden. In het verlengde daarvan verkreeg de school ook subsidie van de gemeente Amsterdam. Vanaf dat moment kon zij zich, aldus Gribling, geheel voor de school vrijmaken. De school werd uitgebreid met opleidingen voor jeugdleidsters en wijkverpleegsters. Het aantal studenten steeg daarna van beneden de 40 in de jaren twintig tot circa 100 in de jaren dertig. Na de Tweede Wereldoorlog steunde ze de oprichting van rooms-katholieke sociale academies in Den Haag en in Twente.
Haije werd ter gelegenheid van het 12½-jarig bestaan van haar school onderscheiden met het gouden erekruis Pro Ecclesia et Pontifice. Ter gelegenheid van het 25-jarig bestaan van de opleiding werd haar portret geschilderd door J. Stierhout. Ze overleed in 1948 na een langdurige ziekte op 57-jarige leeftijd in Amsterdam. 